# ナルちゃん憲法
ナルちゃん憲法（ナルちゃんけんぽう）とは上皇后美智子の皇太子妃時代の育児ノート。タイトルは、皇太子夫妻長男の徳仁（なるひと）の幼少期の愛称「ナルちゃん」から取られた。

## 概要
1960年2月に徳仁が誕生してから7か月後の同年9月22日から10月7日まで日米修好百周年記念の式典に皇太子夫妻が出席する際に、美智子皇太子妃は長い留守を預かるお世話係に当時0歳児であった徳仁に関する育児メモを残した。
ノートには「駄々をこねたら叱ってください」「一日に一度はだっこして」等とあり、きちんとしつけ、愛情はたっぷりと注ぐことが書かれていた。
皇太子夫妻は公務で外出する機会が多く、その後もノートには少しずつ色々なことが付け加えられていった。
美智子皇太子妃は『スポック博士の育児書』の英語で書かれた原書を読んでおり（当時は日本では翻訳されていなかった）、実際の育児に参考にした。
小児科医であった佐藤久東宮侍医長が1962年に出版した書籍『浩宮さま』で広く知られるようになった。
ナルちゃん憲法に記された育児方針は広がり始めた核家族世代の子育てのモデルとなり、「新しい皇室を表すもの」として多くの国民に支持された。
2006年10月に皇后となっていた美智子はナルちゃん憲法について「私が外国や国内を旅行する前などに、長い留守を預かる当時の若い看護婦さんたちに頼まれ、毎回大急ぎで書き残したメモのたまったものに過ぎず、『帝王学』などという言葉と並べられるようなものでは決してありません。〔中略〕本来は家庭の中にとどまっているべきものでした。」と述べている。

## 書籍版
皇室ジャーナリストの松崎敏彌による著書として『ナルちゃん憲法 : 皇后美智子さまが伝える愛情あふれる育児宝典』のタイトルで2001年6月8日に日本文芸社から初版が発売され、同社から2006年9月に第2版が発売された後、2016年12月8日に光文社文庫から『ナルちゃん憲法』のタイトルで文庫版が発売された。

### 書誌情報
- 松崎敏彌『ナルちゃん憲法 : 皇后美智子さまが伝える愛情あふれる育児宝典』日本文芸社、2001年6月8日。ISBN 4-537-25059-3。
- 松崎敏彌『ナルちゃん憲法 : 皇后美智子さまが伝える愛情あふれる育児宝典』日本文芸社、2006年9月。ISBN 4-537-25436-X。
- 松崎敏彌『ナルちゃん憲法』光文社〈光文社文庫〉、2016年12月8日。ISBN 978-4-334-77401-1。